# 애슐리 존슨
애슐리 존슨(Ashley Johnson, 1983년 8월 9일 ~ )은 미국의 배우, 가수이다.

## 출연 작품

### 영화
- 라이언하트
- 왓 위민 원트
- 어벤져스 1편

### 비디오 게임
- 라스트 오브 어스(The Last Of Us): 엘리(Ellie) 역